# Liste d'élections nationales en 2013
Chronologie des élections
- 2009
- 2010
- 2011
- 2012
- 2013
- 2014
- 2015
- 2016
- 2017

Cette liste recense les élections organisées durant l'année 2013. Elle inclut les élections législatives et présidentielles nationales dans les États souverains, ainsi que les référendums.

## Commentaires généraux
Les élections législatives au Pakistan au mois de mai produisent la première alternance démocratique entre deux gouvernement civils dans l'histoire du pays. Nawaz Sharif, de la Ligue musulmane (conservatrice), devient premier ministre. En Iran, le conservateur modéré Hassan Rohani, soutenu par les réformateurs, remporte l'élection présidentielle en juin. Au Mali, les élections présidentielle (juillet et août) et législatives (novembre et décembre) restaurent un gouvernement démocratiquement élu, à la suite du coup d'État de mars 2012. Elles sont remportées par Ibrahim Boubacar Keïta et son parti Rassemblement pour le Mali (centre-gauche).
En Allemagne, la coalition de centre-droit CDU/CSU remporte pour la troisième fois consécutive les élections législatives en septembre ; Angela Merkel demeure chancelière. 
Au Zimbabwe, le régime autoritaire du président Robert Mugabe (au pouvoir depuis l'indépendance du pays en 1980) fait approuver par référendum en mars une série de réformes constitutionnelles. Celles-ci lui permettent de briguer deux nouveaux mandats à la tête de l'État, et de demeurer potentiellement président jusqu'en 2023. Elles permettent aussi à son gouvernement de poursuivre la saisie des terres des fermiers blancs, désormais sans recours juridique pour les personnes expropriées. En amont du scrutin, des partisans de l'opposition et de la démocratie sont arrêtés. Les élections présidentielle et législatives de juillet confortent le pouvoir du président Mugabe, bien que la communauté internationale pointe les nombreuses irrégularités ayant entaché le scrutin. Aux Maldives, l'élection présidentielle de novembre entérine la destitution du président pro-démocrate Mohamed Nasheed, renversé par un coup de force l'année précédente. La victoire du conservateur Abdulla Yameen suscite le scepticisme de la communauté internationale.
Enfin, le conclave du mois de mars élit François à la fonction de pape, chef de l'État de la cité du Vatican.

Carte du monde indiquant les pays organisant des élections ou des référendums nationaux :
Présidentielle
Législatives
Présidentielle et législatives
Référendum
Législatives et référendum
Présidentielle, législatives et référendum
Constituantes

## Par mois

### Janvier
| Date                | Pays                   | Élections      | Contexte                                  | Résultats |
| ------------------- | ---------------------- | -------------- | ----------------------------------------- | --- |
| 11-12 25-26 janvier | Tchéquie               | Présidentielle | 1re élection au suffrage universel direct | Alternance. Miloš Zeman (Parti des droits civiques, centre-gauche) remporte la présidence. |
| 20 janvier          | Autriche               | Référendum     |                                           | Rejet de la proposition d'abolition du service militaire obligatoire. |
| 20 janvier          | Basse-Saxe (Allemagne) | Régionales     |                                           | Alternance. Victoire du Parti social-démocrate (SPD) et de l'Alliance 90 / Les Verts (Grünen). |
| 22 janvier          | Israël                 | Législatives   | Anticipées                                | Le bloc de droite mené par Benyamin Netanyahou (du Likoud) conserve la majorité. |
| 23 janvier          | Jordanie               | Législatives   | Anticipées                                | Le Parlement compte peu de représentants officiels de partis politiques. Pour la première fois, il est invité à se prononcer sur la nomination du premier ministre, et soutient la décision du roi de maintenir le réformateur Abdullah Ensour à la tête du gouvernement. |
| 27 janvier          | Bulgarie               | Référendum     |                                           | Rejet (en raison d'une faible participation) de la proposition de construction d'une centrale nucléaire. |

### Février
| Date          | Pays          | Élections                      | Contexte   | Résultats |
| ------------- | ------------- | ------------------------------ | ---------- | --- |
| 1er février   | Liechtenstein | Législatives                   |            | Alternance. Victoire du Parti progressiste des citoyens (conservateur). Adrian Hasler devient premier ministre. |
| 3 février     | Cuba          | Législatives                   |            | Les candidats avalisés par les autorités (un par siège) sont officiellement acceptés par les électeurs. L'Assemblée reconduit Raúl Castro à la présidence du pays.                                                           |
| 10 février    | Monaco        | Législatives                   |            | Alternance. La bloc « Horizon Monaco » (droite) obtient la majorité au Conseil national. |
| 17 février    | Équateur      | Présidentielle et législatives |            | Rafael Correa est réélu président et son parti Alianza País (socialiste) conserve la majorité à l'Assemblée nationale. |
| 17 février    | Chypre        | Présidentielle                 |            | Alternance. Élection de Níkos Anastasiádis, du Rassemblement démocrate (conservateur). |
| 18 février    | Arménie       | Présidentielle                 |            | Serge Sargsian du Parti républicain (conservateur) est réélu président. |
| 19 février    | Grenade       | Législatives                   |            | Alternance. Victoire du Nouveau Parti national (centre-droit). Keith Mitchell devient premier ministre. |
| 21 février    | Barbade       | Législatives                   |            | Le Parti travailliste démocrate conserve sa majorité, et Freundel Stuart demeure premier ministre. |
| 22 février    | Djibouti      | Législatives                   |            | L'Union pour la majorité présidentielle conserve sa majorité. |
| 24-25 février | Italie        | Parlementaires                 | Anticipées | Victoire de la coalition de centre-gauche Italie. Bien commun à la Chambre des députés (alternance) ; pas de majorité au Sénat. Formation d'un gouvernement de « grande coalition » allant du centre-gauche au centre-droit. |

### Mars
| Date          | Pays                         | Élections                      | Contexte                                                  | Résultats |
| ------------- | ---------------------------- | ------------------------------ | --------------------------------------------------------- | --- |
| 3 mars        | Suisse                       | Référendums                    |                                                           | Trois référendums, dont un pour contrôler les « rémunérations abusives ». Tous sont adoptés.                                                    |
| 4 mars        | Kenya                        | Présidentielle et législatives |                                                           | Alternance. Uhuru Kenyatta est élu président, et son parti l'Alliance nationale remporte également les législatives.                            |
| 5 mars        | États fédérés de Micronésie  | Législatives                   |                                                           | Élections de mi-mandat. Il n'y a pas de partis politiques en Micronésie, et la composition du Congrès reste quasi-inchangée.                    |
| 9 mars        | Malte                        | Législatives                   |                                                           | Alternance. Victoire du Parti travailliste ; Joseph Muscat devient premier ministre.                                                            |
| 10 et 11 mars | Îles Malouines (Royaume-Uni) | Référendum                     |                                                           | Quasi-unanimité en faveur du maintien du statut de territoire britannique d'outre-mer.                                                          |
| 12 mars       | Groenland (Danemark)         | Législatives                   |                                                           | Alternance. Victoire du parti Siumut (centre-gauche). Aleqa Hammond devient première ministre - la première femme à occuper ce poste.           |
| 12 et 13 mars | Vatican                      | Conclave                       | Suite a la renonciation de Benoît XVI le 28 février 2013. | Élection du pape François. |
| 16 mars       | Zimbabwe                     | Référendum constitutionnel     |                                                           | Adoption de réformes constitutionnelles. Restriction des pouvoirs et mandats du président. Facilitation de l'expropriation des fermiers blancs. |

### Avril
| Date        | Pays                         | Élections                      | Contexte | Résultats |
| ----------- | ---------------------------- | ------------------------------ | --- | --- |
| 7 avril     | Alsace (France)              | Référendum                     | | Rejet de la proposition de création d'une collectivité territoriale unique.                                                                        |
| 8 avril     | Monténégro                   | Présidentielle                 | | Réélection de Filip Vujanović (Parti démocratique socialiste).                                                                                     |
| 14 avril    | Croatie                      | Européennes                    | Élection de députés européens siégeant à partir du 1er juillet, jour de l'entrée du pays dans l'Union européenne, jusqu'au renouvellement intégral du Parlement européen en 2014. | L'Union démocratique croate (droite) arrive en tête, devant le Parti social-démocrate de Croatie (gauche).                                         |
| 14 avril    | Venezuela                    | Présidentielle                 | Anticipée à la suite de la mort d'Hugo Chávez. | Le Grand Pôle patriotique (socialiste) conserve la présidence avec l'élection de Nicolás Maduro.                                                   |
| 18-20 avril | Italie                       | Présidentielle                 | Indirectes | À l'issue de six tours, Giorgio Napolitano (sans étiquette) est reconduit à la tête de l'État.                                                     |
| 21 avril    | Paraguay                     | Présidentielle et législatives | | Alternance. Le Parti colorado (conservateur) remporte la présidentielle (avec Horacio Cartes) et les législatives.                                 |
| 21 avril    | Polynésie française (France) | Législatives                   | Premier tour. | - |
| 23 avril    | Bhoutan                      | Sénatoriales                   | Élection du Conseil national, en amont de l'élection de l'Assemblée nationale en mai et juillet.                                                                                  | Les membres du Conseil (chambre haute) ne sont pas autorisés à être membres de partis politiques, à l'inverse des députés à l'Assemblée nationale. |
| 27 avril    | Islande                      | Législatives                   | | Alternance. Victoire du centre-droit (Parti de l'indépendance et Parti du progrès). Sigmundur Davíð Gunnlaugsson devient premier ministre.         |

### Mai
| Date      | Pays                         | Élections             | Contexte                                                                                            | Résultats |
| --------- | ---------------------------- | --------------------- | --------------------------------------------------------------------------------------------------- | --- |
| 5 mai     | Malaisie                     | Législatives          | | Le Barisan Nasional (conservateur) conserve sa majorité, et Najib Razak demeure premier ministre. |
| 5 mai     | Polynésie française (France) | Législatives          | Second tour.                                                                                        | Alternance. Victoire du parti Tahoeraa huiraatira (gaulliste) ; les députés élisent Gaston Flosse à la présidence du pays. |
| 11 mai    | Pakistan                     | Législatives          | | Alternance. Victoire de la Ligue musulmane. Nawaz Sharif devient premier ministre. Il s'agit de la première alternance démocratique entre deux gouvernement civils dans l'histoire du pays.                                                                                               |
| 12 mai    | Bulgarie                     | Législatives          | | Parlement sans majorité. Le CDEB (centre-droit) demeure le principal parti, mais perd sa majorité absolue. Il ne parvient pas à former un gouvernement, et la direction du pays est confiée à Plamen Orecharski (sans étiquette), qui constitue une coalition de centre et centre-gauche. |
| 13 mai    | Philippines                  | Législatives, locales | | Le Parti libéral conserve sa majorité. |
| 22 mai    | Îles Caïmans                 | Législatives          | | Alternance. Victoire du Mouvement progressiste du peuple. Alden McLaughlin devient premier ministre. |
| 26 mai    | Guinée équatoriale           | Législatives          | | Le Parti démocratique conserve ses 99 sièges sur les 100 que compte l'Assemblée nationale. |
| 26-27 mai | Vallée d'Aoste (Italie)      | Régionales            | | L'Union valdôtaine (centriste) conserve la majorité. |
| 31 mai    | Bhoutan                      | Législatives          | Premier tour de l'élection de l'Assemblée nationale, après l'élection du Conseil national en avril. | - |

### Juin
| Date    | Pays     | Élections      | Contexte | Résultats |
| ------- | -------- | -------------- | -------- | --- |
| 8 juin  | Nauru    | Législatives   |          | Alternance. Il n'y a pas de partis politiques, mais une nouvelle majorité se constitue ; Baron Waqa, chef de l'opposition sortante, est élu président de la république par les députés le 11 juin. |
| 9 juin  | Suisse   | Référendum     |          | Rejet de la proposition que le Conseil fédéral soit désormais élu au suffrage direct. |
| 14 juin | Iran     | Présidentielle |          | Alternance. Élection du conservateur modéré Hassan Rohani, soutenu par les réformateurs. |
| 23 juin | Albanie  | Législatives   |          | Alternance. Le Parti socialiste et ses alliés remportent la majorité absolue. Edi Rama devient premier ministre.                                                                                   |
| 26 juin | Mongolie | Présidentielle |          | Réélection du président sortant Tsakhiagiin Elbegdorj, répresentant le parti démocrate (centre-droit).                                                                                             |

### Juillet
| Date       | Pays           | Élections                      | Contexte                                                                                           | Résultats |
| ---------- | -------------- | ------------------------------ | -------------------------------------------------------------------------------------------------- | --- |
| 13 juillet | Bhoutan        | Législatives                   | Second tour de l'élection de l'Assemblée nationale, après l'élection du Conseil national en avril. | Alternance. Victoire du parti démocratique populaire. Tshering Tobgay est nommé premier ministre. |
| 21 juillet | Japon          | Sénatoriales                   | Renouvellement de moitié de la Chambre des conseillers (chambre haute).                            | Victoire du Parti libéral-démocrate (conservateur), au pouvoir mais qui était minoritaire à la chambre haute. Le gouvernement de Shinzō Abe dispose désormais d'une majorité dans les deux chambres du parlement. |
| 25 juillet | Togo           | Législatives                   | | L'Union pour la République conserve et consolide sa majorité absolue. |
| 27 juillet | Koweït         | Législatives                   | À la suite de l'invalidation des résultats de l'élection précédente.                               | Il n'y a pas de partis politiques. La plupart des sièges reviennent à des représentants de communautés locales.                                                                                                   |
| 28 juillet | Cambodge       | Législatives                   | | Malgré des avancées pour l'opposition, le Parti populaire conserve la majorité absolue des sièges. |
| 28 juillet | Chypre du Nord | Législatives                   | | Parlement sans majorité. Le Parti de l'unité nationale (droite nationaliste) perd sa majorité absolue, et termine en deuxième place derrière le Parti républicain turc (social-démocrate).                        |
| 28 juillet | Mali           | Présidentielle (1er tour)      | Prévue à l'origine en juillet 2012; reportée après le coup d'État du 21 mars                       | - |
| 31 juillet | Zimbabwe       | Présidentielle et Législatives | | Victoires de Robert Mugabe et de l'Union nationale africaine du Zimbabwe - Front patriotique, contestées par l'opposition.                                                                                        |

### Août
| Date    | Pays | Élections      | Contexte | Résultats                                                                         |
| ------- | ---- | -------------- | -------- | --------------------------------------------------------------------------------- |
| 11 août | Mali | Présidentielle | 2d tour  | Victoire d'Ibrahim Boubacar Keïta, du Rassemblement pour le Mali (centre-gauche). |

### Septembre
| Date            | Pays      | Élections                   | Contexte | Résultats |
| --------------- | --------- | --------------------------- | --- | --- |
| 7 septembre     | Australie | Législatives                | Pour renouveler l'ensemble de la Chambre des représentants et la moitié du Sénat.                           | Victoire de la Coalition Libéraux/Nationaux (centre-droit) qui remporte la majorité absolue à la Chambre des représentants et défaite des Travaillistes au pouvoir, aboutissant à la nomination de Tony Abbott au poste de premier ministre. |
| 7 septembre     | Maldives  | Présidentielle              | 1er tour | L'ancien président Mohamed Nasheed (libéral-démocrate, centre-droit) arrive largement en tête, mais le résultat est annulé par la Cour suprême en raison d'irrégularités sur les listes électorales. |
| 9 septembre     | Norvège   | Législatives                | | Victoire du « bloc bourgeois » (centre-droit), constituée notamment du Parti conservateur et du Parti du Progrès, et défaite de la coalition rouge-verte menée par le ministre d’État travailliste Jens Stoltenberg. |
| 16-18 septembre | Rwanda    | Législatives                | | Victoire du Front patriotique rwandais (centre-gauche), au pouvoir depuis 1994. |
| 20 septembre    | Swaziland | Législatives                | | Pas de partis politiques. Le premier ministre Barnabas Dlamini est maintenu à son poste par le roi Mswati III, son demi-frère. |
| 22 septembre    | Suisse    | Référendum                  | Initiative populaire proposant l'abrogation du service militaire obligatoire.                               | Rejet de la proposition. |
| 22 septembre    | Allemagne | Législatives                | | Victoire de la CDU/CSU (centre-droit), parti de la chancelière Angela Merkel, qui rate de peu la majorité absolue au Bundestag. Le 17 décembre, la chancelière est renouvelée pour une troisième mandat, bénéficiant du soutien du SPD (centre-gauche), configuration connue sous le nom de « Grande coalition », déjà expérimentée avec la même chancelière entre 2005 et 2009. |
| 28 septembre    | Guinée    | Législatives                | Prévues initialement en décembre 2011 ; reportées à plusieurs reprises avant d'être annoncées à cette date. | Le Rassemblement du peuple de Guinée (centre-gauche) du président Alpha Condé remporte près de la moitié des sièges. L'opposition conteste ces résultats. |
| 29 septembre    | Autriche  | Législatives                | | Baisse du SPÖ (centre-gauche) et de l'ÖVP (centre-droit) au pouvoir, qui conservent la majorité nécessaire pour une grande coalition; montée du FPÖ (extrême-droite). |
| 30 septembre    | Cameroun  | Législatives et Municipales | | Le Rassemblement démocratique du peuple camerounais (centre-droit) du président Paul Biya conserve la majorité absolue au Parlement. |

### Octobre
| Date          | Pays        | Élections                    | Contexte                                                                                                  | Résultats |
| ------------- | ----------- | ---------------------------- | --- | --- |
| 4 octobre     | Irlande     | Référendums constitutionnels | Propositions de modifications de la constitution : abolition du Sénat et instauration d'une cour d'appel. | Rejet de la suppression du Sénat; approbation de la cour d'appel. |
| 9 octobre     | Azerbaïdjan | Présidentielle               | | Ilham Aliyev (centre-droit) est réélu au premier tour. |
| 20 octobre    | Luxembourg  | Législatives                 | Anticipées                                                                                                | Le Parti populaire chrétien social (centre-droit) de Jean-Claude Juncker, premier ministre depuis 1995, reste le premier parti du pays mais est remplacé par une coalition libérale-socialiste-écologiste.                            |
| 25 octobre    | Madagascar  | Présidentielle               | 1er tour. Reportée à plusieurs reprises. Censée résoudre la crise politique née en 2009.                  | - |
| 25-26 octobre | Tchéquie    | Législatives                 | Anticipées                                                                                                | Effondrement de la coalition de droite sortante, touchée par des affaires de corruption et remplacée par un gouvernement technique en juin. Le Parti social-démocrate tchèque arrive en tête et gouverne avec ANO 2011 et le KDU-ČSL. |
| 27 octobre    | Argentine   | Législatives                 | Renouvellement de la moitié de la Chambre des députés d'Argentine et d'un tiers du Sénat.                 | Victoire mais recul du Front pour la victoire (centre-gauche) soutenant la présidente Cristina Fernández de Kirchner. |
| 27 octobre    | Géorgie     | Présidentielle               | À la suite d'une révision constitutionnelle, le président élu disposera de moins de pouvoirs.             | Victoire au premier tour de Giorgi Margvelachvili, du parti Rêve géorgien (droite) du premier ministre Bidzina Ivanichvili. |

### Novembre
| Date          | Pays        | Élections                      | Contexte | Résultats |
| ------------- | ----------- | ------------------------------ | --- | --- |
| 6 novembre    | Tadjikistan | Présidentielle                 | | Victoire du président sortant Emomalii Rahmon. |
| 9-16 novembre | Maldives    | Présidentielle                 | Nouveau scrutin après l'annulation du 1er tour du 7 septembre. Le second tour, prévu le lendemain, est de nouveau suspendu par la Cour suprême. Il a finalement lieu le 16 novembre. | Victoire du candidat conservateur Abdulla Yameen. |
| 17 novembre   | Chili       | Présidentielle et législatives | 1er tour de la présidentielle. | Victoire aux législatives de la coalition Nouvelle Majorité (gauche). |
| 19 novembre   | Népal       | Constituantes                  | Prévue à l'origine le 22 novembre 2012, à la suite de l'échec de rédaction d'une constitution par l'assemblée élue en 2008                                                           | Recul du Parti communiste unifié du Népal (maoïste), premier parti en 2008. Le Congrès népalais arrive en tête, suivi du Parti communiste du Népal (marxiste-léniniste unifié). |
| 23 novembre   | Mauritanie  | Législatives                   | 1er tour. | |
| 24 novembre   | Honduras    | Présidentielle et législatives | | Victoire à la présidentielle de Juan Orlando Hernández du parti national (droite), contestée par son adversaire Xiomara Castro (gauche).                                        |
| 24 novembre   | Mali        | Législatives                   | Prévues à l'origine en juillet 2012; reportées après le coup d'État du 21 mars; prévues ensuite en même temps que la présidentielle de juillet puis repousées de nouveau. 1er tour.  | |

### Décembre
| Date         | Pays         | Élections                      | Contexte                                                                                           | Résultats |
| ------------ | ------------ | ------------------------------ | -------------------------------------------------------------------------------------------------- | --- |
| 1er décembre | Croatie      | Référendum constitutionnel     | Référendum visant à préciser dans la constitution que le mariage est entre un homme et une femme.  | Le "oui" à cet ammendement l'emporte.                                                                                              |
| 15 décembre  | Chili        | Présidentielle                 | 2d tour.                                                                                           | Michelle Bachelet (Nouvelle Majorité, gauche), déjà présidente de 2006 à 2010, l'emporte.                                          |
| 15 décembre  | Mali         | Législatives                   | 2d tour.                                                                                           | Le Rassemblement pour le Mali (centre-gauche) du président Ibrahim Boubacar Keïta et ses alliés remporte la majorité absolue.      |
| 15 décembre  | Turkménistan | Législatives                   | Premières élections multipartites dans l'histoire du pays, mais sans véritable parti d'opposition. | Parlement sans majorité, mais acquis au gouvernement.                                                                              |
| 20 décembre  | Madagascar   | Législatives et présidentielle | 2d tour de la présidentielle.                                                                      | Hery Rajaonarimampianina est proclamé vainqueur de la présidentielle le 17 janvier 2014.                                           |
| 21 décembre  | Mauritanie   | Législatives                   | 2d tour.                                                                                           | L'Union pour la République (centriste), qui disposait auparavant d'une majorité relative, remporte la majorité absolue des sièges. |